# Edison Gomez
Edison Gomez (Mercedes, Uruguay, 14 de noviembre de 1991) es un futbolista uruguayo. Juega de delantero y su equipo actual es el Panserraikos FC de la Beta Ethniki. 

## Clubes
| Club            | País       | Año         |
| --------------- | ---------- | ----------- |
| Villa Teresa    | Uruguay    | 2010        |
| Panserraikos FC | Grecia     | 2010 - 2012 |
| Olímpico fc     | 🇺🇾 Uruguay | 2024        |